# Orchestr Gramoklubu
Orchestr Gramoklubu byl první český koncertní jazzový orchestr. Orchestr Gramoklubu byl založen v roce 1935 jako první československý čistě koncertní hot-jazzový orchestr. Orchestr tvořili především studenti. Jeho založení iniciovali Emanuel Uggé a Jan Šíma, který byl i jeho dirigentem.
První koncert se uskutečnil v prosinci roku 1935 s sále pražské Unitarie. Během dubna 1936 v orchestru nastoupili Géza Toperczer a František Šulc místo Šulce a Brachtla. Repertoár tvořily americké skladby z tiskových úprav rozšířené o třetí trubku, druhý pozoun a třetí altku. Původní tvorbu obstarávali Jiří Traxler a Jan Šíma.
Soubor příležitostně vystupoval i na tanečních zábavách pod vedením Jiřího Traxlera. Orchestr se rozpadl v prosinci 1937.

## Členové
- Ladislav Habart - alt saxofón
- Vilém Růžička - druhý alt saxofón
- Karel Ptáček - tenor saxofón
- Václav Genter - třetí alt a baryton saxofón
- Karl Paul - trubka
- Václav Škubal - trubka
- Jan Cholínský - trubka
- Walter Paul - pozoun
- Josef Brachtl - pozoun
- "Dědek" Novák - kytara
- Jarda Srbek - kontrabas
- Ota Bodlák - bicí
- Jarka Šulc - piano
- Jiří Traxler - piano

Dále s orchestrem spolupracovali Kamil Běhounek, Jan Rychlík.